# Minha Música
Minha Música é um álbum de estúdio do cantor porto-riquenho Ray Reyes, ex-integrante da boy band Menudo, lançado em 1986, pela gravadora Philips. O álbum traz uma fusão de elementos musicais que remetem ao seu tempo no grupo com composições inéditas, incluindo sete canções de compositores brasileiros e três porto-riquenhos, como a faixa autoral "Quero". Durante sua transição para a carreira solo, Ray realizou shows no Brasil, consolidando sua nova fase artística com um repertório que misturava músicas inéditas e sucessos do Menudo. A recepção dos críticos foi mista: enquanto alguns elogiaram seu amadurecimento musical, outros apontaram deficiências técnicas no álbum.
Ray estabeleceu uma conexão forte com o público brasileiro, aparecendo em diversos programas de televisão e elogiando a acolhida calorosa do país, embora admitisse dificuldades devido à distância de sua família em Porto Rico. Apesar dos desafios, sua turnê no Brasil se estendeu até 1987, com shows marcados por entusiasmo do público. Embora não tenha concretizado projetos como a novela O Ídolo no Sistema Brasileiro de Televisão (SBT), sua dedicação ao cenário musical brasileiro demonstrou um esforço em redefinir sua identidade artística, mesmo diante de críticas negativas de alguns especialistas.

## Antecedentes e contexto
Ray Reyes deixou o grupo porto-riquenho Menudo em 1985, aos 16 anos, seguindo a prática comum da banda de substituir seus integrantes à medida que envelheciam. Ele foi substituído por Ramon, que havia sido selecionado seis meses antes da saída oficial de Ray, em junho daquele ano. Apesar de já estar afastado do grupo, Ray continuou cumprindo compromissos internacionais enquanto o público porto-riquenho se despedia dele em uma série de cinco espetáculos realizados em San Juan, Porto Rico. Sua saída marcou o fim de uma fase em que ele era considerado o integrante mais querido pelos fãs do Menudo.
Desde o início de sua carreira no Menudo, Ray foi acompanhado por um psicólogo para ajudá-lo a lidar com o assédio das fãs e a transição para uma vida tranquila após sua saída do grupo. Em entrevistas, o cantor expressou o desejo de retomar os estudos, com interesse em áreas como engenharia espacial, teatro ou até mesmo seguir carreira solo. Sobre seu futuro, Ray comentou: "Bem, em princípios os planos são meio nebulosos. Retomar os estudos com afinco, quem sabe seguir uma carreira solo ou ainda estudar teatro. Seguramente ainda não posso dizer nada". Sua saída causou grande comoção entre os fãs, refletida na venda esgotada da edição especial da revista Contigo! Superstar, da Editora Abril, dedicada exclusivamente ao grupo Menudo.
Ainda em 1985, setores da imprensa brasileira chegaram a confirmar que o cantor seria o protagonista de uma telenovela no Sistema Brasileiro de Televisão (SBT). A novela se chamaria O Ídolo, e seria escrita especialmente para o cantor, substituindo Uma Esperança no Ar. Os capítulos seriam regidos por Chico de Assis e Ana Maria Diaz, contando a historia de um garoto pobre que se torna um cantor famoso, o que daria margem para o cantor interpretar canções no decorrer da historia. Apesar disso, o projeto não ocorreu, pois segundo o empresário do cantor, Hélio Nascimento, Ray é "cantor com uma carreira que está começando; outras atividades, como a de ator, poderiam atrapalhar seu trabalho no disco (...) No futuro esta é uma possibilidade que pode ser cogitada".

## Produção e gravação
O álbum foi gravado em Porto Rico, e traz sete canções de compositores brasileiros, como César Rossini e Dom Bento, e de três porto-riquenhos, entre elas uma composição em parceria com Ruco Gandia, intitulada "Quero". Segundo o cantor, a composição surgiu de forma espontânea, enquanto ele estava no Brasil: "Foi algo meio louco. Estava com Ruco — amigo porto-riquenho que faz parte da banda que o acompanha — em Campinas, e me veio a inspiração. Mostrei para ele e perguntei o que pensava. Ele aprovou e foi um trabalho feito em conjunto. A música tem uma mensagem bonita, diz não a guerra e à fome, e fala sobre tudo que eu quero dizer.
Em entrevista, o cantor revelou que seu novo projeto musical buscava combinar elementos do que fazia no Menudo com composições inéditas, criando uma identidade própria que refletia sua transição para um artista independente. "Estou tentando mesclar coisas que já fazia no Menudo com algo novo. Quero algo que seja a minha cara, mas que também conecte com o que o público já conhece e gosta de mim", afirmou.

## Lançamento e divulgação
Antes do álbum ser lançado, o cantor fez uma série de shows no Brasil, que percorreu doze das maiores cidades do país. O lançamento oficial de seu show solo, ocorreu no Clube de Regatas Santista, em Santos. O repertório do show inclui composições autorais em parceria com Rucco, além de sucessos da música brasileira, como "Dona", de Sá e Guarabyra, e "Volta Pra Mim", do grupo Roupa Nova. Antes do primeiro show o cantor revelou em entrevista: "[O show] não só [traz] músicas novas, mas algumas canções do Menudo que fizeram sucesso por aqui e que eu gosto de cantar. Estou tentando construir algo que seja um pouco de tudo, mas com a minha identidade", explicou. Ele ainda acrescentou que o Brasil tinha sido uma fonte de inspiração e aprendizado para sua nova fase, e que esperava corresponder às expectativas dos fãs. "Estou muito ansioso para o show no Clube de Regatas Santista, porque sei que o público daqui é apaixonado e cheio de energia. Espero que seja tão emocionante para eles quanto será para mim".
O show foi bem recebido e críticos notaram o amadurecimento do artista. Segundo J. M de Sampaio Neto, do jornal Cidade de Santos, a canção "Quero", um dos pontos altos do show segundo ele, mostra com propriedade todo o amadurecimento do artista. De acordo com o jornalista, a canção tinha um ritmo forte e bem moderno. Sampaio afirmou que mesmo cantando três faixas da discografia do Menudo ("Quiero ser" — do álbum Quiero ser (1981), "Si tú no estás" — do álbum A todo rock (1983) e "Persecución" — do álbum Evolución (1984)), sua performance lembrava pouco o garoto ingênuo daquele período. A turnê teve shows marcados até o ano de 1987 no país.
No Brasil, o cantor apareceu em diversos programas de televisão. No SBT, participou do Viva a Noite, cantando as faixas "Só Um Dia e Nada Mais" e "Com a Cabeça no Ar". Nessa época, havia 4 meses que o cantor estava morando no país, tempo que passou ensaiando com a banda e gravando Minha Música, conforme contou ao apresentador Gugu Liberato. No Show de Calouros cantou "Com a Cabeça no Ar" e respondeu perguntas dos jurados do programa. No Show Maravilha cantou a faixa "Eu Fiquei Sem Jeito", e concedeu entrevista à apresentadora Mara Maravilha. Na TV Gazeta esteve no Brincando na Paulista, onde cantou as canções "Alegria de Sonhar" e "A Primeira Vez", além de ser entrevistado pelos palhaços Atchim & Espirro. Na Band, participou do Batalha 85, no qual cantou as faixas "Com a Cabeça no Ar" e "Só um Dia e Nada Mais", e foi entrevistado por Serginho Caffe no programa Super Special.
Ao ser questionado sobre as dificuldades de viver no Brasil para a divulgação desses trabalhos, Ray admitiu que a distância de sua família em Porto Rico era um obstáculo, mas garantiu que estava aproveitando a experiência ao máximo. "Na verdade, ainda não estou completamente aqui. Tenho ido muito para Porto Rico, onde visito a família e trabalho no segundo álbum das músicas para o meu repertório. Mas já estou me adaptando e amando a experiência de viver em um lugar tão acolhedor", disse na época.

## Recepção crítica
| Críticas profissionais | Críticas profissionais |
| Avaliações da crítica  | Avaliações da crítica  |
| Fonte                  | Avaliação              |
| ---------------------- | ---------------------- |
| Diário do Pará         | Desfavorável           |

Em relação as resenhas dos críticos especializados em música, o crítico do Diário do Pará, Edgar Augusto, fez um comentário desfavorável, afirmando que o trabalho expunha os deméritos do cantor: "canta mal, não sabe escolher tonalidades que ao menos disfarcem suas deficiências, e porta um repertório que nem os próprios "Menudos" decerto ousariam assumir". Ele também criticou a parte técnica do álbum, afirmando que a gravação do som não estava boa.

## Lista de faixas
- Créditos adaptados do LP Minha Música, de 1986.[23]

| N.º            | Título                  | Compositor(es)             | Duração |  |
| 1.             | "Uma Noite no Hawaí"    | Cezar Rossini, Gil Gerson  | 3:18    |  |
| 2.             | "Só um Dia e Nada Mais" | Cezar Rossini, Gil Gerson  | 3:54    |  |
| 3.             | "Fui Lembrar de Você"   | André Christovam           | 3:32    |  |
| 4.             | "Tenerte cerca"         | Ruco Gandia                | 5:06    |  |
| 5.             | "Quero"                 | Ruco Gandia, Ray           | 4:32    |  |
| 6.             | "Alegria de Sonhar"     | Dom Beto, Brenda           | 3:25    |  |
| 7.             | "A Primeira Vez"        | Dom Beto, Brenda           | 4:25    |  |
| 8.             | "Lua Cheia de Desejo"   | Cezar Rossini, Paulo Flexa | 3:50    |  |
| 9.             | "Eu Fiquei Sem Jeito"   | Wilkins                    | 5:29    |  |
| 10.            | "Com a Cabeça no Ar"    | Luiz Cláudio, Tony         | 4:08    |  |
| Duração total: | Duração total:          | Duração total:             | 42:39   |  |

## Ficha técnica
Informações adaptadas da contracapa do LP Minha Música, de 1986.
- Gravado: Porto Rico – Ochoa Recording Studio
- Produtor: Rudo Gandia
- Arranjos: Rudo Gandia e Mario Tesoni Jr.
- Engenheiro de gravação: Ronnie
- Fotografia e direção: Beto Napole e Rogério Soares
- Arte: Via Brasil Publicidade e Promoções Ltda.
- Direção geral: Editora Musical Via Brasil Ltda.
- Montagem: Ricardo Pereira (Polygram)
- Corte: Américo (Polygram)
- Coordenação gráfica: Jorge Vianna